# Кормаранш ан Биже
Кормаранш ан Биже (фр. Cormaranche-en-Bugey) је насељено место у Француској у региону Рона-Алпи, у департману Ен (Рона-Алпи).
По подацима из 2011. године у општини је живело 828 становника, а густина насељености је износила 43,76 становника/km².

## Демографија
| 1962. | 1968. | 1975. | 1982. | 1990. | 2011. |
| ----- | ----- | ----- | ----- | ----- | ----- |
| 557   | 540   | 472   | 593   | 704   | 828   |